# Gramàtica de la llengua catalana
La Gramàtica de la llengua catalana de l'Institut d'Estudis Catalans (GIEC) és la gramàtica oficial de l'Institut, continuadora de la normativa gramatical que va establir Pompeu Fabra, si bé més completa i actualitzada. Es tracta de la primera gramàtica institucional de l'IEC i té caràcter normatiu. Fou ratificada pel Ple de l'Institut d'Estudis Catalans (IEC) el 29 de setembre de 2016 i publicada el novembre. En el mateix Ple, la Secció Filològica va presentar la Proposta d'Ortografia de la llengua catalana, ratificada pel Ple de l'IEC el 24 d'octubre.
Va estar disponible a les llibreries el 23 de novembre del 2016, amb la previsió d'editar una Gramàtica essencial de la llengua catalana cap a finals del 2017. Sense introduir-hi canvis substancials, sinó matisos i més flexibilitat, amplia i detalla la gramàtica de Fabra per donar resposta a qüestions que aquest no va plantejar o que va apuntar molt esquemàticament. Al mateix temps, incorpora les solucions avalades per la tradició i el prestigi social que encara no tenien el reconeixement per part de la norma. Presenta la norma partint de la descripció gramatical i atenent al marc geogràfic ―els parlars― i social ―és a dir, els diferents registres―, així com, més esporàdicament, a la dimensió oral i escrita. També presenta d'una manera neutra els fets generals que són vàlids en tots els territoris del domini lingüístic català i en tots els registres.
Combina el caràcter descriptiu i prescriptiu, però indicant únicament quines opcions són preferibles dins determinats usos lingüístics, reconeixent la vivacitat i permanent canvi del sistema lingüístic. Amplia especialment l'apartat de sintaxi per incloure-hi les darreres aportacions de la recerca.